# THE BEST Vol.2
MMA THE BEST Vol.2（エムエムエー・ザ・ベスト・ボリュームツー）は、日本の総合格闘技イベント「PRIDE」の大会の一つ。2002年7月20日、東京都江東区のディファ有明で開催された。

## 大会概要
本大会では前座試合として5分1ラウンドのフューチャーファイト（アマチュア戦）が2試合行われ、岡見勇信と内藤征弥が挑戦した。
本戦ではリングスから移籍したアリスター・オーフレイムが今村雄介を膝蹴りで破り、江宗勲はボブ・シュライバーに辛勝した。

## 試合結果

### フューチャーファイト
第1試合 PRIDEルール 5分1R
○  内藤征弥 vs.  折橋謙 ×
1R終了 判定2-1
第2試合 PRIDEルール 5分1R
○  岡見勇信 vs.  松田英久 ×
1R 3:25 TKO（レフェリーストップ：マウントパンチ）

### 本戦カード
第1試合 PRIDEルール 5分2R
○  柔圭 vs.  ジョー・サン ×
1R 0:54 TKO（レフェリーストップ：左肩の負傷）
第2試合 PRIDEルール 5分2R
○  中村大介 vs.  シャノン・"ザ・キャノン"・リッチ ×
1R 4:28 腕ひしぎ十字固め
第3試合 PRIDEルール 5分2R
○  ファティラ・コカミス vs.  アングロサクソン大場 ×
2R終了 判定3-0
第4試合 PRIDEルール 5分2R
○  ジョン・アレッシオ vs.  光岡映二 ×
2R 3:13 TKO（ドクターストップ：カット）
第5試合 PRIDEルール 5分2R
○  ジャイアント落合 vs.  橋本友彦 ×
1R 2:10 KO（右フック）
第6試合 PRIDEルール 5分2R
○  アリスター・オーフレイム vs.  今村雄介 ×
1R 0:44 TKO（レフェリーストップ：膝蹴り→パウンド）
第7試合 PRIDEルール 5分2R
○  ニーノ・"エルビス"・シェンブリ vs.  高瀬大樹 ×
2R終了 判定2-1
第8試合 PRIDEルール 5分2R
○  江宗勲 vs.  ボブ・シュライバー ×
2R終了 判定2-1